# Sjevernobabarski jezik
Sjevernobabarski jezik (north babar; ISO 639-3: bcd), austronezijski jezik centralne malajsko-polinezijske skupine, kojim govori 1 000 ljudi (2007 SIL) na sjeveroistoku otoka Babar u Indoneziji. Govori se u selima Ilwiara, Nakarhamto i Yatoke.
Sjevernobabarski je predstavnik istoimene sjevernobabarske podskupine jezika kojoj još pripadaju dai [dij] i dawera-daweloor [ddw].

## Vanjske poveznice
- Ethnologue (14th)
- Ethnologue (15th)